# Glenn Frey (amerikai futball)
Glenn Joseph Frey (Tunkhannock, 1912. március 6. – New Port Richey, 1980. január 5.) amerikaifutball-hátvéd és a National Football League játékosa . A főiskolán a Pop Warner edző által edzett Temple Owls csapatban amerikai focizott, majd a Philadelphia Eagles csapatában futballozott profi szinten.

## A kezdetek, tanulmányai
A pennsylvaniai, tunkhannocki Tunkhannock Area High Schoolban végzett 1931-ben.
Ezután a philadelphiai Temple Egyetemre járt, ahol a Temple Owls csapatában futballozott. A Temple színeiben játszott, az 1935. január 1-én megrendezett első Sugar Bowl során a New Orleans-i Tulane Stadionban a Tulane Green Wave ellen lépett pályára, de 22 206 szurkoló előtt  20-14-re elvesztették a meccset.

## Profi futball
Frey a Philadelphia Eagles csapatában játszott az 1936-os és 1937-es szezonban.